# FIFA 07
FIFA07 ワールドクラスサッカー（またはFIFA07）はエレクトロニック・アーツ（EAスポーツ）から2006年9月に発売された。